# Cooler Master
Cooler Master Co., Ltd. (транскр.  Кулер Мастер, кин: 訊凱國際) је произвођач рачунарског хардвера са седиштем на Тајвану. Основана 1992. године, компанија производи кућишта за рачунаре, напајања, ваздушна хлађења, хладњаке за преносне рачунаре и рачунарску периферну опрему. 
Поред малопродаје, Cooler Master је и оригинални произвођач опреме за расхладне уређаје за друге произвођаче, укључујући NVIDIA (VGA хладњаци), AMD (CPU хладњаци) и EVGA (хладњаци матичне плоче). Компанија је спонзорисала велике еСпортс догађаје. Неки од производа компаније Cooler Master добитници  су награда, укључујући iF награду за дизајн производа.